# یورگ وایهینگر
یورگ وایهینگر (آلمانی: Jörg Vaihinger؛ زادهٔ ۸ اکتبر ۱۹۶۲) دونده سرعت اهل آلمان بود.
وی در مسابقات کشوری و بین‌المللی در مجموع برندهٔ ۱ مدال نقره، ۱ مدال برنز شده‌است.